# 1927 год в литературе

## События
- 28 августа — во Франкфурте учреждена Премия Гёте.

## Премии

### Международные
- Нобелевская премия по литературе:
  - лауреат 1927 года — Анри Бергсон (премия присуждена в 1928 году).
  - Грация Деледда (вручена премия за 1926 год).

### Германия
- Премия Гёте — Стефан Георге.

### Франция
- Гонкуровская премия — Морис Бедель, «Жером 60° северной широты».

## Книги и произведения
- «Взвихренная Русь» — произведение Алексея Ремизова.
- «Оля» — произведение Алексея Ремизова.

### Романы
- «Америка (Пропавший без вести)» (нем. «Amerika (Der Verschollene)») — первый роман Франца Кафки; как и все остальные произведения Кафки, опубликован после смерти писателя.
- «Ангел западного окна» — роман Густава Майринка.
- «Двенадцать стульев» — роман И. Ильфа и Е. Петрова.
- «Гиперболоид инженера Гарина» — фантастический роман А. Н. Толстого (создавался в течение нескольких лет).
- «Большая четвёрка» — роман Агаты Кристи.
- «Жизнь Клима Самгина» — роман Максима Горького.
- «Зависть» — роман Юрия Олеши.
- «Козлиная песнь» — роман Константина Вагинова.
- «Нефть!» — роман Эптона Синклера.
- «Случай с сержантом Гриша» (нем. «Streit um den Sergeanten Grischa») — роман немецкого писателя Арнольда Цвейга.
- «Степной волк» (нем. «Der Steppenwolf») — роман Германа Гессе.
- «Тереза Дескейру» (фр. «Thérèse Desqueyroux») — роман Франсуа Мориака.
- «Человек-амфибия» — научно-фантастический роман Александра Беляева (опубликован в 1928 году).
- «Эглантина» — роман Жана Жироду.
- «Эльмер Гентри» (англ. «Elmer Gantry») — роман Синклера Льюиса.
- «История Чарльза Декстера Варда» — роман Говарда Лавкрафта, одно из самых крупных (по объёму) его произведений. Был написан в начале 1927 года.
- «Мост короля Людовика Святого» — роман Торнтона Уайлдера
- «На маяк» — роман Вирджинии Вулф
- «Россия, кровью умытая» — роман Артёма Весёлого

### Повести
- «Город Градов» — фантастическая повесть Андрея Платонова.
- «Египетская марка» — повесть Осипа Мандельштама.
- «Подпоручик Киже» — повесть Юрия Тынянова.
- «Седьмой спутник» — повесть Бориса Лавренёва.
- «Сын воды» — повесть белорусского писателя Янка Мавра.
- «Братья» — повесть украинского писателя Ивана Микитенко.

### Малая проза
- «Белые слоны» (англ. «Hills like white elephants») — рассказ Эрнеста Хемингуэя.
- «Мемуары вшивого человека» — первая книга очерков Б. Н. Полевого под именем Б. Кампов.
- «Морфий» — рассказ Михаила Булгакова.
- «Общество восьмёрки пик» — рассказ Гайто Газданова.
- «Повесть о трёх неудачах» — рассказ Гайто Газданова.
- «Сказки для вундеркиндов» — сборник новелл Сигизмунда Кржижановского.
- «Смятение чувств» (нем. «Verwirrung der Gefühle») — сборник новелл австрийского писателя Стефана Цвейга.
- «Тайное тайных» — сборник рассказов Всеволода Иванова.
- «Цвет из иных миров» (англ. The Colour Out of Space) — рассказ американского писателя Говарда Филлипса Лавкрафта.
- Черноликие - опубликованная в Казани в 1927 году на татарском языке  повесть классика башкирской и татарской литературы, Народного поэта БАССР Мажита Гафури. Является одним из произведений критического реализма башкирской литературы. Позже переведена и впервые опубликована на башкирском языке на основе латинской графики в Уфе в 1933 году.

### Поэмы
- «Контрабандисты» — поэма советского поэта Эдуарда Багрицкого.

## Персоналии

### Родились
- 1 января — Лев Иванович Давыдычев, советский детский писатель (умер в 1988).
- 25 мая — Роберт Ладлэм, американский писатель, автор многих бестселлеров, актёр и продюсер (умер в 2001).
- 13 июня — Эйблман, Пол, британский писатель и драматург (умер в 2006)
- 15 августа – Аке Лоба, ивуарийский писатель (умер в 2012).
- 4 сентября — Ференц Шанта (Ferenc Sánta), венгерский романист и сценарист (умер в 2008).
- 11 октября — Владимир Дмитриевич Успенский, русский писатель (умер в 2000).
- 16 октября — Гюнтер Грасс, немецкий писатель, лауреат Нобелевской премии по литературе за 1999 год.
- 7 ноября — Дмитрий Михайлович Балашов, русский писатель, автор исторических романов (умер в 2000).
- Фернандо Куадра, чилийский писатель и драматург (умер в 2020).

### Умерли
- 12 января — Ашиль Мильен, французский поэт (род. в 1838).
- 3 марта — Михаил Петрович Арцыбашев, русский писатель (родился в 1878).
- 14 июня — Джером К. Джером, английский писатель-юморист (родился в 1859).
- 13 июля — Александр Владимирович Жиркевич, русский писатель, коллекционер, общественный деятель (родился в 1875).
- 24 июля — Акутагава, Рюноскэ, японский писатель (родился в 1892).
- 13 августа — Джеймс Оливер Кервуд, американский прозаик и защитник окружающей среды, автор приключенческой литературы (родился в 1878).
- 29 сентября — Артур Ахляйтнер, немецкий писатель, этнограф-любитель (род. 1858).
- 10 октября — Кицберг, Аугуст, эстонский писатель, драматург (родился в 1855).
- 11 ноября – Альбер Арнавьель, французский писатель и поэт.
- 23 ноября — Станислав Пшибышевский (Stanisław Przybyszewski), польский писатель (родился в 1868).
- 5 декабря — Фёдор Кузьмич Сологуб, русский поэт, писатель, драматург, публицист (родился в 1863).
- 23 декабря — Мотеюс Густайтис, литовский поэт и переводчик (родился в 1870).